# Rie Lips-Odinot
Maria Elisabeth (Rie) Lips-Odinot (Wijk bij Duurstede, 4 mei 1908 - Hilversum, 26 januari 1998) was een Nederlands politica en verzetsstrijdster tijdens de Tweede Wereldoorlog.

## Jeugd, opleiding en huwelijk
Rie Odinot groeide op in Hilversum, werkte daar als kinderverzorgster, trouwde op haar twintigste met Jan Douwinus Nobbe en kreeg kort daarop twee kinderen. Haar man werd als werkloze ingezet bij het werkverschaffingsproject Anna's Hoeve, een park aan de oostzijde van Hilversum. Rie Odinot werd lid van de SDAP en de Vrouwenbond van die partij. Later nam zij deel aan het Wereldvrouwencomité tegen Oorlog en Fascisme en solidariteitsacties voor de communisten in de Spaanse Burgeroorlog. Deze acties vervreemdden haar van de SDAP, die haar in 1939 uitschreef als lid.

## Oorlogstijd
Tijdens de Tweede Wereldoorlog zette Rie Odinot zich in voor Duitse immigranten en gevluchte joden. Vanwege die "kommunistische Betätigung" werden zij en haar man op 25 juni 1941 gearresteerd en overgebracht naar het interneringskamp Schoorl. Gescheiden van haar man werd zij afgevoerd naar gevangenissen in Duitsland en ten slotte het concentratiekamp Ravensbrück. In april 1945 werd zij daar door het Rode Leger bevrijd. Haar echtgenoot was toen al in Dachau overleden.

## Politieke werkzaamheden na de oorlog
Na de oorlog was Rie Odinot betrokken bij de oprichting van de, aan de CPN gelieerde, Nederlandse Vrouwenbeweging, waarvan ze na enige tijd voorzitster werd. In 1948 trouwde zij met Johannes Servaas Lips. In 1951 kwam zij voor de CPN in de Tweede Kamer. Daar kwam zij op voor de vrouw en zette zich in voor de opheffing van de handelingsonbekwaamheid van de getrouwde vrouw, hetgeen in 1956 werd gerealiseerd. In datzelfde jaar was er binnen de CPN een crisis over de misdaden van Jozef Stalin, die na diens dood door Chroesjtsjov bekend waren gemaakt. Rie Lips behoorde met Henk Gortzak en Gerben Wagenaar tot de critici in de fractie, die vernieuwing van de partij voorstonden. Deze groep verloor het van de harde lijn van partijvoorzitter Paul de Groot. De oppositie binnen de CPN ging door als Brug-groep en probeerde bij de verkiezingen van 1959 vergeefs gekozen te worden; daarna werd zij omgedoopt in Socialistische Werkers Partij.